# Боровенка (приток Шелони)
Боровенка — река в России, протекает по Солецкому району Новгородской области. Устье реки находится в 51 км по правому берегу реки Шелонь у деревни Городок. Длина реки составляет 22 км.
У истока стоит деревня Цивилёво Выбитского сельского поселения, ниже по берегам стоят деревни бывшего Куклинского сельского поселения (ныне Горское сельское поселение) Владимировка, Мячково, Болото, Боровня, Нива, Куклино, Городок.

## Данные водного реестра
По данным государственного водного реестра России относится к Балтийскому бассейновому округу, водохозяйственный участок реки — Шелонь, речной подбассейн реки — Волхов. Относится к речному бассейну реки Нева (включая бассейны рек Онежского и Ладожского озера).
Код объекта в государственном водном реестре — 01040200412102000024823.